# Сапогов, Александр Валерьевич
Александр Валерьевич Сапогов (род. 27 октября 1972) — советский и российский хоккеист, защитник.

## Биография
Александр Сапогов родился 27 октября 1972 года.
Играл в хоккей с шайбой на позиции защитника. В 1989—1993 годах выступал за московское «Динамо-2» в союзной второй лиге и открытом чемпионате России. За этот период сыграл 103 матча, набрал 13 (7+6) очков.
Кроме того, в сезоне-1991/92 выступал в союзной первой лиге за новочебоксарский «Сокол», провёл 21 матч. В сезоне-1992/93 перебрался в пензенский «Дизелист», сыграл 24 матча в открытом чемпионате России, заработал 6 (2+4) очков.
В сезоне-1993/94 выступал за рязанский «Вятич», набрал 10 (4+6) очков в 47 поединках.
В сезоне-1994/95 провёл 6 матчей в Межнациональной хоккейной лиге за электростальский «Кристалл». Кроме того, играл в открытом чемпионате России за «Коминефть» из Нижнего Одеса (17 матчей) и «Керамик» из Электроуглей (8 матчей).
В сезоне-1996/97 выступал во второй лиге за московскую «Спарту», забросив 5 шайб в 14 матчах.